# Jorge Bartero
Jorge Osvaldo Bartero (Buenos Aires, 28 dicembre 1957) è un ex calciatore argentino, di ruolo portiere.

## Carriera

### Club
Debuttò nel Metropolitano del 1975, rimanendo poi in rosa come riserva di Carlos Fenoy prima e di Julio César Falcioni poi; con il trasferimento di quest'ultimo all'América de Cali, Bartero ebbe maggior spazio, riuscendo a scendere in campo per un totale di 32 volte tra Nacional 1981 e Nacional 1982. L'arrivo di Nery Pumpido e in seguito di Carlos Navarro Montoya portò Bartero nuovamente in panchina; per giocare, accettò un trasferimento in prestito all'Almirante Brown in seconda serie nazionale.
Tornò al Vélez nel 1985, divenendone titolare nella stagione 1986-1987, con il trasferimento di Navarro Montoya al Boca Juniors. Rimase nella squadra della capitale fino al 1990, totalizzando 100 presenze in massima divisione. Dopo un fugace passaggio in Messico, al Tampico Madero, tornò in patria, all'Unión di Santa Fe, con cui partecipò alla Primera División 1990-1991.
Venne poi ceduto al Racing di Avellaneda, in cui fece da rincalzo a Ignacio Carlos González, giocando peraltro nella Supercoppa Sudamericana 1991 e in Copa Master de Supercopa. Nel 1993 passò al Deportivo Italiano, e l'anno dopo firmò per il Chacarita Juniors, con cui si ritirò.

### Nazionale
Carlos Bilardo convocò Bartero per la Copa América 1987; tuttavia, essendo il terzo portiere dietro a Islas e Goycochea, l'estremo difensore del Vélez non fu mai impiegato.